# International Students of History Association
La International Students of History Association (ISHA)  
(en français : Association internationale des étudiants en histoire) est une organisation internationale non-gouvernementale d'étudiants en histoire. 
Basée et active principalement en Europe, ses objectifs sont de faciliter la communication et de fournir une plateforme d'échanges pour les étudiants en histoire et en sciences associées, à une échelle internationale.

## Historique
L'ISHA a été fondée en 1990 à Budapest à l'initiative d'étudiants en histoire hongrois qui, à la chute du rideau de fer, souhaitaient créer des liens avec leurs collègues en Europe de l'Ouest. À présent, l'ISHA regroupe vingt-cinq sections actives dans quinze pays européens ainsi qu'un certain nombre de membres observateurs et associés. L'ISHA elle-même est membre associé à l'European Students' Union (ESU). De plus, l'ISHA coopère avec un certain nombre d'autres réseaux académiques, parmi lesquels le European History Network (en) et EUROCLIO, l'association européenne des éducateurs en histoire,.

## Activités
Tout au long de l'année académique, les différentes sections membres se relaient pour organiser plusieurs séminaires et une conférence annuelle. Ces événements durent en général cinq à sept jours et regroupent quarante à cinquante (jusqu'à cent pour les conférences annuelles) étudiants participants de toute l'Europe. Ils comprennent des groupes de travail, des discussions, des conférences et des présentations sur des sujets qui varient à chaque occasion, mais offrent aussi un programme culturel consistant en des visites et des excursions. Des temps libres et de loisirs additionnels et des activités nocturnes sont destinées à fournir des opportunités plus informelles aux participants pour se rencontrer et développer leur entente interculturelle.

### Conférences précédentes[4]
| Année | Ville          | Pays                 | Thème                                                                                |
| ----- | -------------- | -------------------- | ------------------------------------------------------------------------------------ |
| 1990  | Budapest       | Hongrie              | The European Paradigm                                                                |
| 1991  | Pécs           | Hongrie              | People on the move: Migration                                                        |
| 1992  | Helsinki       | Finlande             | Gender and History                                                                   |
| 1993  | Tours          | France               | What does it mean to be Europe                                                       |
| 1994  | Utrecht        | Pays-Bas             | History of Daily Life                                                                |
| 1995  | Mayence        | Allemagne            | History and Propaganda                                                               |
| 1996  | Vienne         | Autriche             | Man and Nature                                                                       |
| 1997  | Wroclaw        | Pologne              | Religion and History                                                                 |
| 1998  | Helsinki       | Finlande             | Revolution!?                                                                         |
| 1999  | Heidelberg     | Allemagne            | Enemies and Feinbilder                                                               |
| 2000  | Zagreb         | Croatie              | The 20th Century                                                                     |
| 2001  | Vilnius        | Lituanie             | Minorities                                                                           |
| 2002  | Nimègue        | Pays-Bas             | Expanding Horizons                                                                   |
| 2003  | Helsinki       | Finlande             | Who owns the Past?                                                                   |
| 2004  | Pula           | Croatie              | Trade and Communication                                                              |
| 2005  | Ohrid          | Macédoine            | Religion in History                                                                  |
| 2006  | Utrecht        | Pays-Bas             | Ideologies through History                                                           |
| 2007  | Turku          | Finlande             | Popular culture and History                                                          |
| 2008  | Delft          | Pays-Bas             | Facets of power                                                                      |
| 2009  | Zagreb         | Croatie              | Turning points in History                                                            |
| 2010  | Helsinki       | Finlande             | Integration throughout History                                                       |
| 2011  | Pula           | Croatie              | East and West: Bridging the Differences                                              |
| 2012  | Iéna           | Allemagne            | Identities in Transition                                                             |
| 2013  | Louvain        | Belgique             | Migrations                                                                           |
| 2014  | Budapest       | Hongrie              | Images of the Other: Relations between Western and Central-Eastern Europe in History |
| 2015  | Bucarest       | Romanie              | Local vs. Global: a transnational perspective on History                             |
| 2016  | Canterbury     | Royaume-Uni          | Sensing the Past: A Sensory Perception of History                                    |
| 2017  | Eger           | Hongrie              | Religion and History                                                                 |
| 2018  | Maribor / Graz | Eslovenie / Autriche | Work in Progress: Modernisation of History                                           |
| 2019  | Budapest       | Hongrie              | Recycling History                                                                    |
| 2020  | Ghent          | Belgique             | Power Structures, Colonialism & Imperialism throughout History                       |
| 2021  | Pula           | Croatie              | Anti-Fascism                                                                         |

En 2009-10, l'ISHA a pris part au projet « Connection Europe through History – Experiences and Perceptions of Migrations in Europe », conjointement avec EUROCLIO et The Europaeum, une organisation de dix des meilleures universités Européennes.

## Carnival
Depuis 1999, l'ISHA publie son propre magazine, Carnival, dans lequel les étudiants peuvent publier leurs propres articles. Carnival est une publication annuelle et est ouverte aux contributions de tous les étudiants en histoire et sciences associées, en non seulement aux membres de l'ISHA.

## Structure
Les organes composant l'ISHA sont :
- L'Assemblée générale : agit comme le parlement de l'association. Elle est composée des membres et des sections observatrices, mais seuls les membres actifs disposent du droit de vote. Elle décide des politiques de l'association, des modifications de statuts, élit les officiels, etc.
- Le Bureau international : est l'organe exécutif de l'ISHA. Il se compose de quatre membres : Président, Vice-Président, Secrétaire et Trésorier, qui appliquent les décisions prises au cours de l'Assemblée Générale.
- Le Conseil : représente la principale source d'aide du Bureau et accomplit les tâches nécessaires au fonctionnement de l'ISHA.
- Le Comité de Trésorerie : est composé de deux membres et a pour tâche principale de contrôler les bilans du trésorier à la fin de son mandat.
- L'éditeur en chef : est responsable de la publication annuelle du Carnival.
- Le webmaster : est chargé de garder à jour le site internet de l'ISHA.

## Liste des sections actuelles (2014)
| Pays               | Sections                                         |
| ------------------ | ------------------------------------------------ |
| Allemagne          | Berlin, Iéna, Marbourg                           |
| Autriche           | Graz, Vienne                                     |
| Belgique           | Louvain                                          |
| Bulgarie           | Sofia                                            |
| Croatie            | Osijek, Pula, Zagreb                             |
| Chypre             | Nicosie                                          |
| Finlande           | Helsinki, Turku                                  |
| France             | Saint-Étienne, Paris, Strasbourg                 |
| Hongrie            | Budapest                                         |
| Islande            | Reykjavik                                        |
| Italie             | Bologne, Rome, Trieste-Koper (twin section)      |
| Lituanie           | Vilnius                                          |
| Macédoine          | Skopje                                           |
| Pays-Bas           | Utrecht                                          |
| République tchèque | Prague, Olomouc                                  |
| Roumanie           | Bucarest                                         |
| Royaume-Uni        | Kent (Cantorbéry)                                |
| Serbie             | Belgrade                                         |
| Slovaquie          | Banská Bystrica                                  |
| Slovénie           | Ljubljana, Maribor, Trieste-Koper (twin section) |
| Suisse             | Zurich                                           |